# Virginie Chevalet
 (mai 2020).
Pour les articles homonymes, voir Chevalet.
Virginie Isabelle Chevalet (née le 1er décembre 1984 à Paris) est une nageuse synchronisée française qui représente le Paraguay, concourant actuellement[Quand ?] dans la catégorie master. Elle est également entraîneuse à l'école de natation synchronisée du district d'Aregua.

## Biographie
Virginie Chevalet est née à Paris, en France et a commencé à pratiquer la natation synchronisée à l'âge de 9 ans. Elle quitte la France en 2001. C'est en 2010, lorsqu'elle réside au Paraguay, qu'elle décide de reprendre son activité dans le but d'atteindre les Jeux sud-américains de cette même année. Elle participe aux Jeux sud-américains de 2010 à Medellín, étant la seule et première représentante du Paraguay pour la natation synchronisée à ces jeux. Elle a participé à l'épreuve en solo où elle termine sixième de la routine technique et libre, terminant dans la même position au classement général, avec 65 250 points.